# 久松文雄
久松 文雄（ひさまつ ふみお、1943年4月24日 - 2021年4月16日）は、日本の漫画家。血液型はB型。愛知県名古屋市出身。

## 概略
中学3年生の時に漫画家を目指して、『地球危し』でデビュー。高校を卒業すると上京し、手塚治虫のアシスタントとなり、後にプロの漫画家としてデビューした。
代表作は『スーパージェッター』『冒険ガボテン島』。
後年、日本史や中国史を題材にした作品を手掛けた。『古事記』の全編をコミカライズした『まんがで読む古事記』を発表。これにより平成23年度の『神道文化会賞』を受賞した。
2021年4月16日に歯肉がんのため死去。77歳没。

## 主な作品
- スーパー・ライトの活躍 地球危し!（昌和漫画出版書き下ろし単行本、1958年）デビュー作　田中夢次　名義
- 拳銃にかけろ（冒険王、1961年 9月特別増刊号）
- 拳銃にきけ!（冒険王、1962年新年増刊号付録「冒険まんがブック」）
- 流れ星ビリー（冒険王、1962年6月号付録 - 12月号）
- 妖星ゴラス（東邦図書出版社、1963年4月号付録）
- 梟の城（原作：司馬遼太郎、東邦図書出版社書き下ろし単行本、1963年）
- モスラ対ゴジラ（冒険王、1964年5月号付録）
- 少年忍者風のフジ丸（原作：白土三平・木谷梨男、ぼくら、1964年7月号 - 1965年9月号）
- スーパージェッター（週刊少年サンデー、1965年1月1日号（1号） - 1966年1月9日号（2号）、別冊少年サンデー 春休みゆかい号（4月1日号）、よいこ、幼稚園 、小学一年生、1965年8月号 - 1966年3月号、少年ブック 1966年、小学館ブック 1966年）
- ウルトラマン（たのしい幼稚園 1967年3月増刊号）
- 海底王子サンゴ（小学二年生、1967年1月号[5] - 3月号[6]、小学三年生、1967年4月号[7] - 6月号[8]）
- ウルトラセブン（たのしい幼稚園 1967年11月増刊号、1968年1月増刊号、3月増刊号、5月増刊号、8月増刊号、よいこ、幼稚園 1969年7月号 - 1970年 連載）
- キングコング（たのしい幼稚園 1967年連載）
- 冒険ガボテン島（週刊少年サンデー 1967年連載）
- ジャングル大帝（原作：手塚治虫、小学二年生、1966年4月号 - 12月号）
- マイティジャック（小学二年生、8月号、9月号）
- サスケ（原作：白土三平、小学二年生、1968年）
- 冒険少女 ミス・ワンダー（なかよし、1968年）
- みみちゃん日記（希望の友、1968年）
- ジョー90（たのしい幼稚園 1968年12月号 - 1969年5月号）
- ミラーマン（小学二年生、1969年9月号 - 1970年3月号、1970年9月増刊号、小学三年生、1969年9月号 - 1970年1月号）
- 空中都市008（たのしい幼稚園 1969年 - 1970年）
- ネコジャラ市の11人（たのしい幼稚園 1970年）
- アニカ（希望の友、1970年８月増刊号）
- まけるなウルトラマン（小学館BOOK、1970年10月号）
- 帰ってきたウルトラマン（よいこ、1971年6月号-7月号、幼稚園 1971年連載）
- ウルトラマンA（よいこ、幼稚園1972年連載）
- ゴジラ (おともだち、1972年-1973年)
- 連載劇画 人間と動物の愛情シリーズ （週刊平凡、1973年 - 1974年）
  - ゴンよ尾を振れ（脚本：三谷伸介、週刊平凡、1973年12月27日＋1974年1月3日合併号 - 1974年2月7日号）
  - 歩け! 陽子（脚本：三谷伸介、週刊平凡、1974年2月14日号 - 3月7日号）
  - ニタモノ夫婦（脚本：三谷伸介、週刊平凡、1974年3月14日号 - 3月28日号
  - けっぱれ! 輓馬（脚本：三谷伸介、週刊平凡、1974年4月4日号 - 4月25日号
  - 狸山絶唱（脚本：葉山伸、週刊平凡、1974年5月2日号 - 7月4日号
  - 落ち猿ゴスケ（脚本：葉山伸、週刊平凡、1974年7月11日号 - 9月19日号
  - 花子と父さん（1974年9月26日号 - 10月24日号）
- オレたちのイカルス（希望の友、1976年）
- UFO戦士ダイアポロン（てれびくん、1976年6月号 - 10月号） - テレビアニメのコミカライズ。てれびくんはこの６月号が創刊号。
- 恐竜探険隊ボーンフリー（てれびくん、1976年11月号 - 1977年3月号） - テレビ番組のコミカライズ
- ヤッターマン（てれびくん、1977年2月号 - ９月号） - テレビアニメのコミカライズ
- 未来少年コナン（てれびくん、1978年5月号 - 10月号） - 宮崎駿が監督したテレビアニメのコミカライズ
- 黄金の日日（原作：城山三郎、月刊少年ワールド 、1978年 - 1979年）
- 学習漫画日本の歴史（1巻、3巻、8巻、11巻、14巻、18巻（監修：笠原一男、全18巻、集英社）
- 戦国英雄伝（原作：久保田千太郎／講談社）より
  - 『張騫の遠征』、『李広利将軍の活躍』など
- 史記（原作：久保田千太郎／講談社）より
  - 『秦始皇帝』、『項羽と劉邦』、『呉越燃ゆ』（伍子胥と孫武が主人公）、『李陵』など
- 諸葛孔明（原作：久保田千太郎／講談社）より
- 春日局（原作：堀和久／文芸春秋）
- 三夢伝（原作：李學仁／新潮社）（徳川家康などが登場する）
- 武と魂（原作：李學仁／新潮社）（元寇を取り扱った高麗の歴史物語）
- マンガ・日本の問題 外交編（監修：屋山太郎／構成：剣名舞／扶桑社）
- まんがで読む古事記（青林堂）
- 神武天皇御一代記（橿原神宮[9]）

## 師匠
- 手塚治虫

## アシスタント
- 尾瀬あきら - 1965年頃から『サンダーキッド』や『冒険ガボテン島』を手伝う。
- 新宅よしみつ

## 友人
- 芝城太郎
- 小澤さとる